# Msasani
 (mars 2020).
Si vous disposez d'ouvrages ou d'articles de référence ou si vous connaissez des sites web de qualité traitant du thème abordé ici, merci de compléter l'article en donnant les références utiles à sa vérifiabilité et en les liant à la section « Notes et références ».

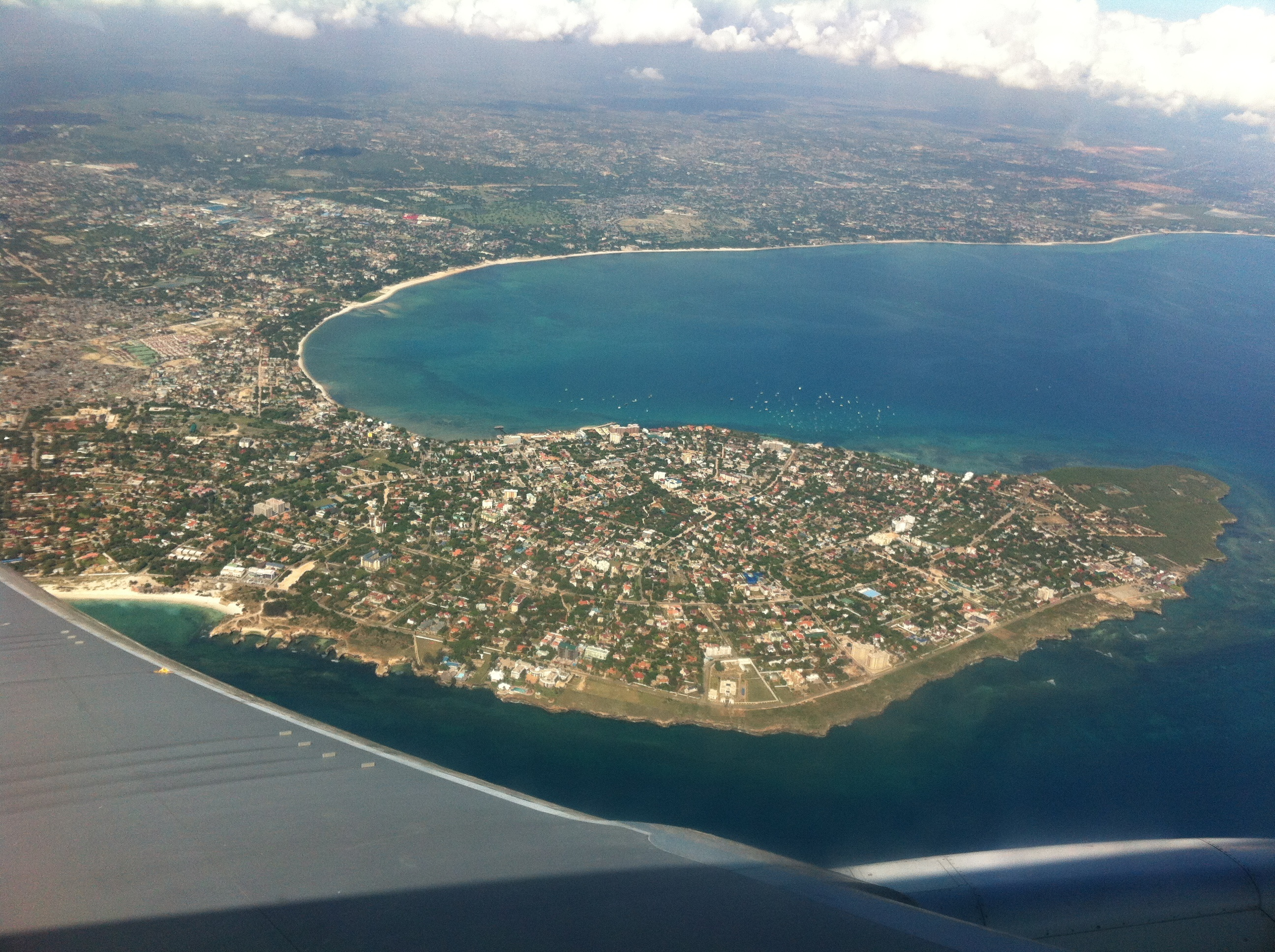
La péninsule de Msasani

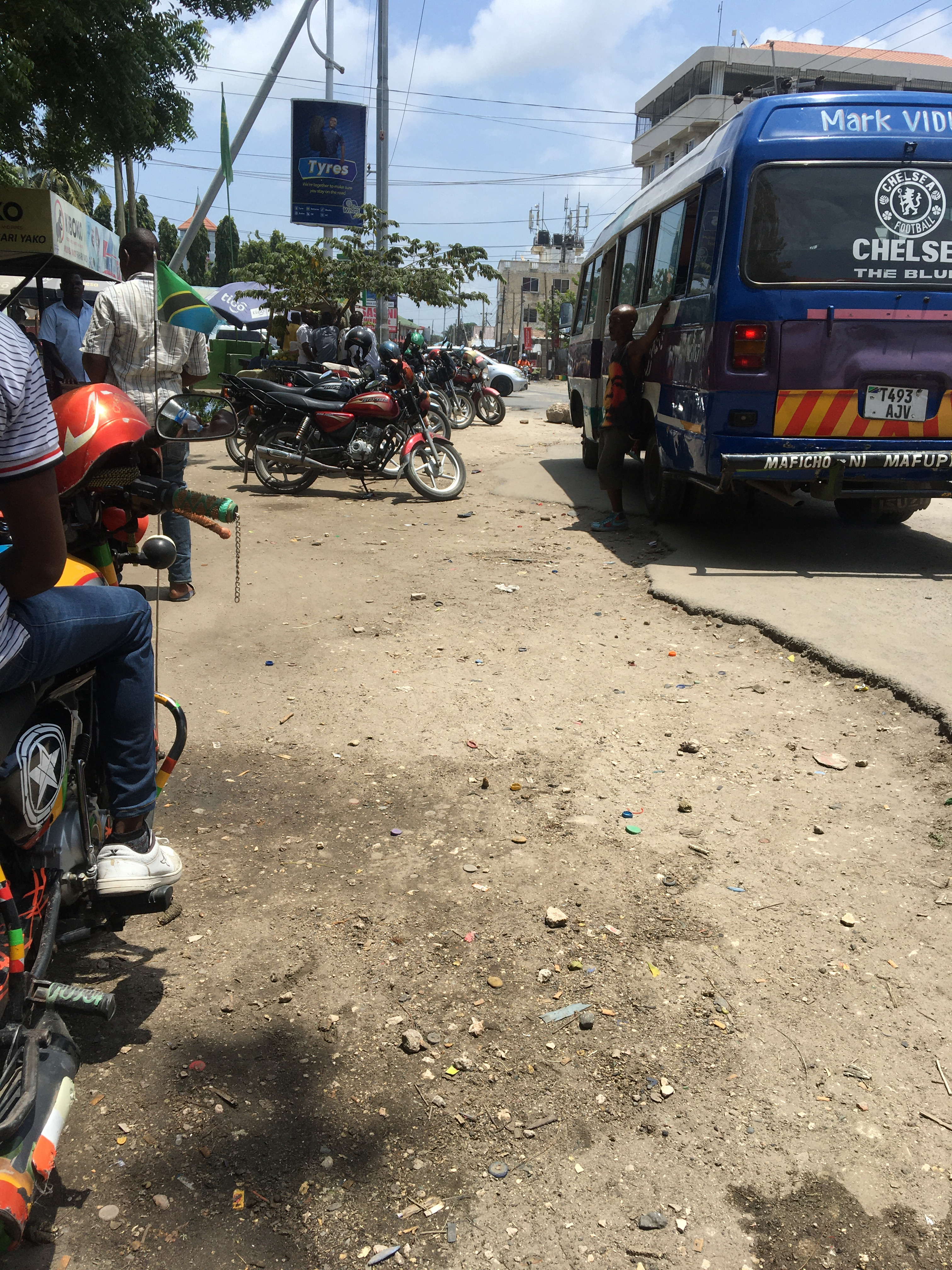
Transports à Msasani.

Msasani est un quartier administratif (en swahili kata, en anglais ward) du district de Kinondoni, de la région de Dar es Salam, en Tanzanie.
Msasani est géographiquement une péninsule, bordée par la baie de Msasani et l'océan Indien. Son nom vient du village de pêcheurs qui occupait cet emplacement. Le quartier est aujourd'hui complètement urbain, mais la pêche traditionnelle est encore une activité importante.
Msasani comprend les quartiers parmi les plus riches de Dar es Salam : Masaki et Oysterbay. Ces aires résidentielles comprennent aussi des commerces, bars, restaurants, hôtels, casinos, et un club de yacht. Beaucoup de villas luxueuses sont habitées par l'élite politique et économique tanzanienne. C'est aussi le quartier de résidence de prédilection des expatriés. La majorité des résidences officielles des ambassades étrangères sont à Msasani, ainsi que les écoles internationales.
Les centres commerciaux Slipway, Sea Cliff Village et Oysterbay sont très fréquentés par les habitants du quartier. 
Coco Beach est une plage appréciée des habitants de Dar es Salam qui viennent très nombreux le weekend.
Les artères principales de Msasani sont l'avenue Haile Selassie, le boulevard Toure, la rue Chole et l'avenue du Yacht Club.
À partir de la péninsule de Msasani, on peut rejoindre facilement en bateau les îles de la réserve marine de Dar es Salam.